# Сејлинвил (Охајо)
Сејлинвил (енгл. Salineville) град је у америчкој савезној држави Охајо.

## Демографија
По попису из 2010. године број становника је 1.311, што је 86 (-6,2%) становника мање него 2000. године.
| Група             | 2000.         | 2010.         |
| Белци             | 1.382 (98,9%) | 1.268 (96,7%) |
| Афроамериканци    | 0 (0,0%)      | 18 (1,4%)     |
| Азијати           | 0 (0,0%)      | 1 (0,1%)      |
| Хиспаноамериканци | 8 (0,6%)      | 5 (0,4%)      |
| Укупно            | 1.397         | 1.311         |